# Waputik Peak
Waputik Peak är en bergstopp i Kanada.   Den ligger i provinsen Alberta, i den centrala delen av landet, 3 000 km väster om huvudstaden Ottawa. Toppen på Waputik Peak är 2 755 meter över havet, eller 486 meter över den omgivande terrängen. Bredden vid basen är 3,2 km.
Terrängen runt Waputik Peak är bergig västerut, men österut är den kuperad.Trakten runt Waputik Peak är nära nog obefolkad, med mindre än två invånare per kvadratkilometer.. Närmaste större samhälle är Lake Louise, 12,7 km sydost om Waputik Peak. 
I omgivningarna runt Waputik Peak växer i huvudsak barrskog.